# Eldorado

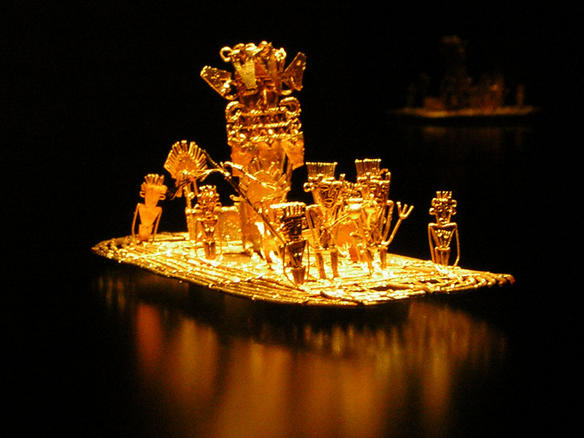
Zlatý vor panovníka lidu Muisca, související s legendou o El Doradu (Muzeum zlata v Bogotě)

Eldorado, El Dorado (ze španělského zlatý nebo pozlacený) původně přezdívka bájného jihoamerického panovníka. Později – a tento význam je dnes nepoměrně známější – se tak začalo přezdívat jeho městu u rovněž smyšleného jezera Parime. Podle legend ze sebe tamní indiánští náčelníci smývali zlatý prach, jímž byli rituálně posypáni. Akt měl symbolizovat enormní výskyt zlata v okolí – bylo ho tolik, že se mohl vyhazovat do větru. Pověst vzbuzovala zejména v Evropě zájem celé 16. a 17. století a mnoho cestovatelů se oblast pokoušelo najít. Teorie, kde hledat, se lišily. Třeba španělský dobrodruh a dobyvatel Francisco de Orellana sebevědomě prohlašoval, že bezpečně ví, že El Dorado se nachází mezi Orinokem a Amazonkou, načež se s bratrem Francisca Pizzarra v roce 1541 vypravil z Quita, aby svá slova potvrdil. Jejich posádka čelila těžkým existenčním problémům, potraviny si opatřovali olupováním domorodců. Cesta přinesla významné cestovatelské a současně zeměpisné objevy, ale El Dorado nalezeno nebylo.
Nepřeberné množství nadšenců na cestách za El Doradem po staletí likvidovaly neúspěchy, deziluze, strasti, bída, fyzické i mentální vyčerpání a šípy indiánů. V 18. století nadšení razantně ochladlo a na počátku 19. století v existenci zlatého města El Dorada věřilo už jen pár jedinců s nezlomnými ideály a bujnou fantazií.
Jméno El Dorado prošlo postupem času jazykovým vývojem zvaným apelativizace proprií, při němž se z vlastního jména stává obecné a zpravidla tím rozšiřuje svůj význam. Kromě počeštěného Eldoráda (např. v písni Waldemara Matušky), jež stále nese význam bájného zlatého města, se dnes používá i eldorado, resp. eldorádo, které označuje vysněné cíle, materiální bohatství nebo také vnitřní bohatství (ostatně už také v písni W. Matušky).